# 維利希夫卡 (伊凡諾-法蘭科夫斯克州)

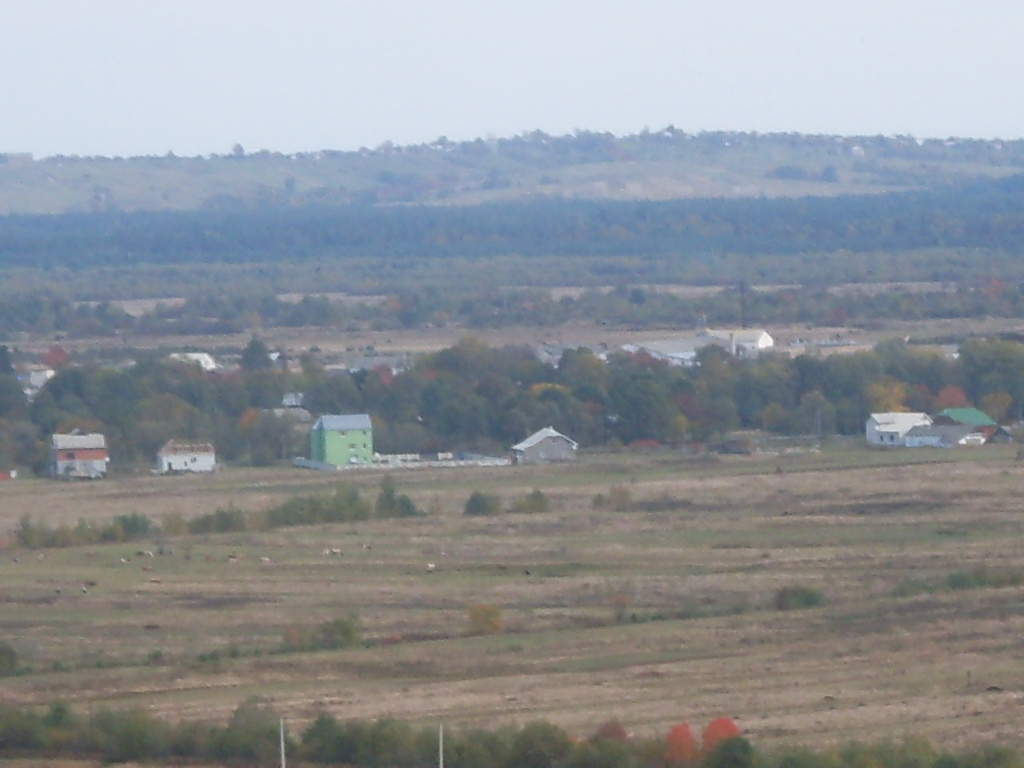

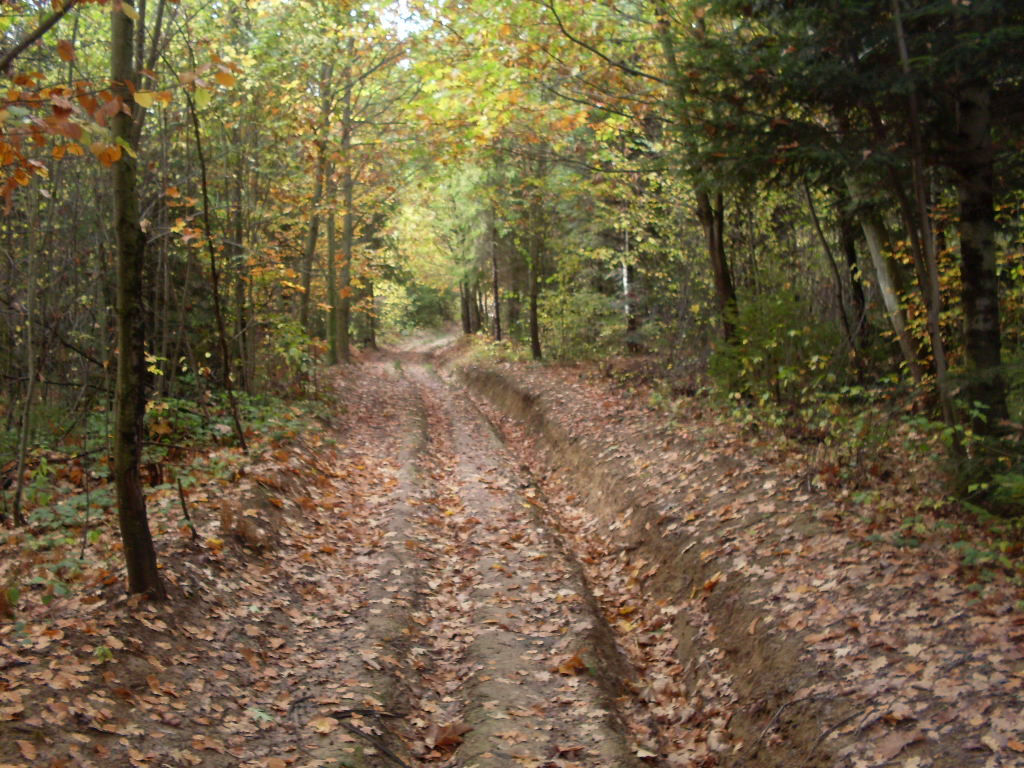

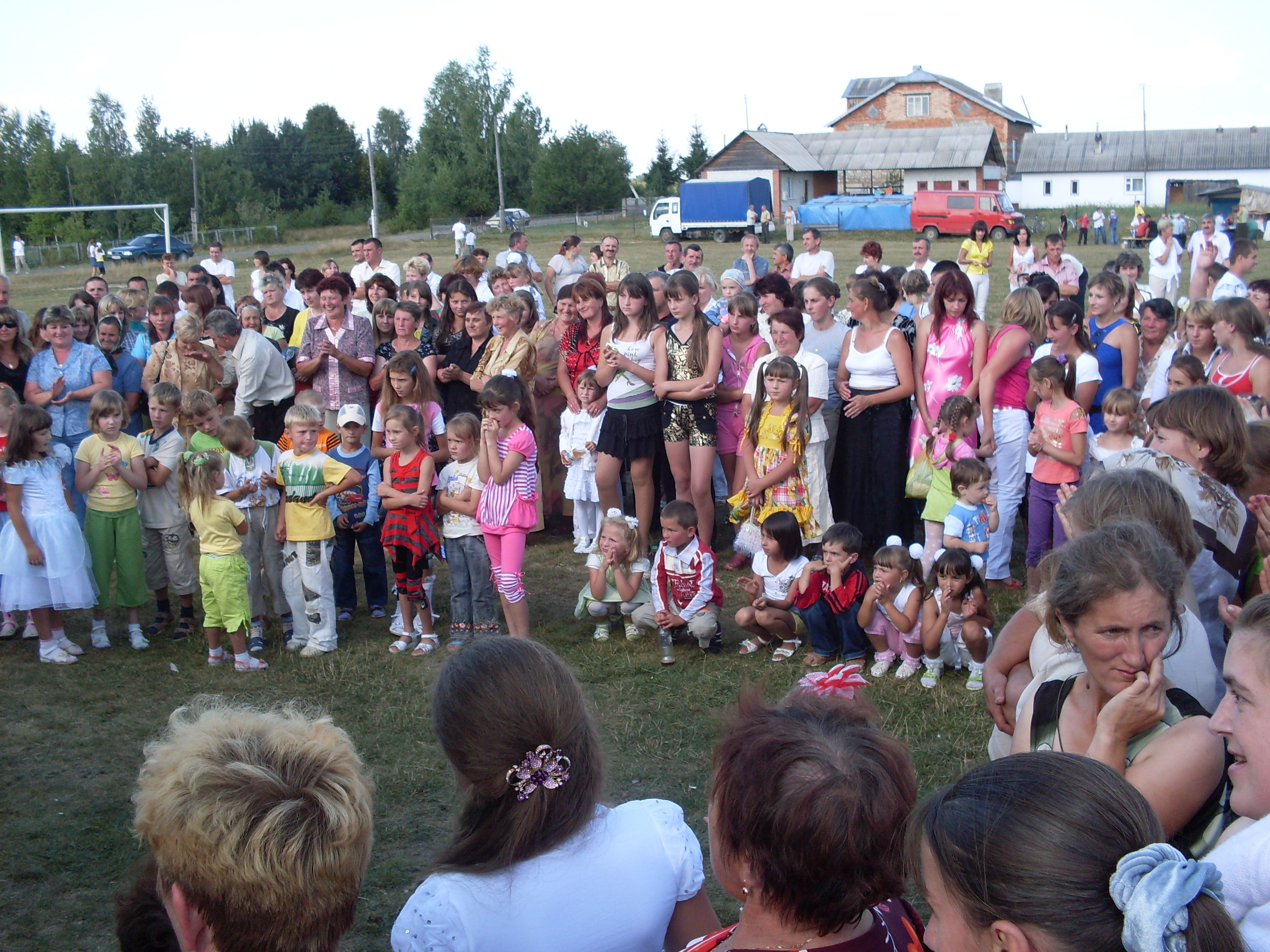

維利希夫卡（羅馬化：Vilkhivka）是烏克蘭西部的村莊，隸屬伊萬諾-弗蘭科夫斯克州的卡盧什區。該村始建於1672年，面積8.82平方公里，2001年人口637，人口密度每平方公里72.2人。
48°51′5″N 24°11′12″E / 48.85139°N 24.18667°E